# Stauberg nördlich Oebisfelde
Stauberg nördlich Oebisfelde este o arie protejată (arie specială de conservare — SAC, sit de importanță comunitară — SCI) din Germania întinsă pe o suprafață de 12 ha, integral pe uscat.

## Localizare
Centrul sitului Stauberg nördlich Oebisfelde este situat la coordonatele 52°28′03″N 10°59′41″E / 52.4675°N 10.9947°E.

## Înființare
Situl Stauberg nördlich Oebisfelde a fost declarat sit de importanță comunitară în octombrie 2000 pentru a proteja 3 specii de animale. Situl a fost protejat și ca arie specială de conservare în iunie 2005.

## Biodiversitate
Situată în ecoregiunea atlantică, aria protejată conține 1 habitat natural: Mlaștini turboase de tranziție și turbării mișcătoare.
La baza desemnării sitului se află mai multe specii protejate:
- amfibieni (1): triton cu creastă (Triturus cristatus)
- mamifere (1): vidră de râu (Lutra lutra)
- nevertebrate (1): libelule (Leucorrhinia pectoralis)

Pe lângă speciile protejate, pe teritoriul sitului au mai fost identificate 1 specie de plante, 3 specii de amfibieni, 4 specii de mamifere, 1 specie de reptile.